# Autogoverno Nazionale dei Tedeschi in Ungheria
L'Autogoverno nazionale dei tedeschi in Ungheria (in tedesco: Landesselbstverwaltung der Ungarndeutschen - LdU; in ungherese: Magyarországi Németek Országos Önkormányzata - MNOÖ) è l'organizzazione, nonché partito, rappresentativo a livello nazionale della Minoranza tedesco-ungherese in Ungheria.

## Storia
Dopo aver eletto gli autogoverni delle minoranze nel 1994, l'assemblea elettorale della minoranza tedesca ha eletto l'organo di rappresentanza politica e culturale dei tedeschi d'Ungheria, l'autogoverno nazionale dei tedeschi in Ungheria, l'11 marzo 1995, risultando vincitrice di un seggio in ogni elezione. Secondo le opportunità offerte dalla “Legge sulle Nazionalità” del 2011, vuole attuare una moderna politica delle minoranze.

## Scòpi
I suoi obiettivi principali sono preservare e sostenere la lingua, il patrimonio intellettuale, le tradizioni storiche e l'identità tedesca in Ungheria. Ciò include la conservazione della lingua madre tedesca nelle aree culturali, l'insegnamento della lingua tedesca nel sistema scolastico ungherese e nel campo delle relazioni internazionali e lo scambio di relazioni tedesche mediante partenariati e programmi.
L'attuazione dell'autonomia culturale, l'acquisizione delle istituzioni tedesche in Ungheria, garantisce la principale attività del partito.
Allo stesso tempo, sostiene la cooperazione dell'Ungheria e dei suoi vicini, soprattutto con i paesi di lingua tedesca.
È l'organizzazione ombrello di 406 autogoverni delle minoranze locali e più di 500 gruppi culturali e altre associazioni tedesche dell'Ungheria.

## Capi politici
- Ottó Heinek (1999–2018)
- Olívia Schubert (2018–2019)
- Ibolya Hock-Englender (2019– )

## Risultati elettorali
Dal 2014, gli elettori delle minoranze etniche in Ungheria possono votare sulle “liste di nazionalità”. Le minoranze possono ottenere un mandato preferenziale se raggiungono un quarto della novantatreesima parte dei voti di una lista (che corrisponde al {\displaystyle {\frac {1}{4\times 93}}={\frac {1}{372}}\approx 0.2688\%}). Le Nazionalità che, invece, non sono riuscite a eleggere un rappresentante possono comunque mandare un portavoce presso l’Assemblea nazionale ungherese.
Nelle elezioni 2018, Imre Ritter è stato eletto, per la prima volta, come rappresentante parlamentare della minoranza presso l’Assemblea nazionale ungherese. È stato riconfermato alle elezioni 2022.
| Elezione          | Voti   | %    | Seggi   | Posizionata  |
| ----------------- | ------ | ---- | ------- | ------------ |
| Parlamentari 2018 | 26.477 | 0.46 | 1 / 199 | App. esterno |
| Parlamentari 2022 | 24.600 | 0.44 | 1 / 199 | App. esterno |